# کراسنی اوکتیابر (شهرستان گافوریسکی، باشقیرستان)
کراسنی اوکتیابر (انگلیسی: Krasny Oktyabr, Gafuriysky District, Republic of Bashkortostan) یک شهرک در شهرستان گافوریسکی استان باشقیرستان کشور روسیه است.